# Die Krankheit zum Tode
Die Krankheit zum Tode (dänisch Sygdommen til Døden), 1849 unter dem Pseudonym Anti-Climacus erschienen, ist eines von Søren Kierkegaards späteren Werken. Es beschäftigt sich aus der Perspektive des Christentums mit dem existenziellen Problem der Verzweiflung. Das Werk ist in zwei Abschnitte unterteilt.
Der Titel „Krankheit zum Tode“ wird von Kierkegaard im Zusammenhang mit Lazarus eingeführt. Die Einleitung diskutiert dabei den Widerspruch, der zwischen den Aussagen „Diese Krankheit ist nicht zum Tode“ (Joh 11,4 ) und „Lazarus ist gestorben“ (Joh 11,14 ) besteht. Der Ausdruck „Krankheit zum Tode“ kommt außerdem in Johann Wolfgang Goethes Roman Die Leiden des jungen Werthers vor, wird dort aber nur auf die Situation des Titelhelden bezogen. Mit Goethes Werk hat Kierkegaard sich ausführlich beschäftigt.

## Inhalt

### Erster Abschnitt
Im ersten Abschnitt beginnt Kierkegaard damit, den Menschen als ein unendliches Selbst zu charakterisieren. Dieses Selbst stellt sich dar als ein Verhältnis, das sich zu sich selbst verhält. Demnach gibt es verschiedene Ebenen, in denen sich etwas verhält. Auf der untersten Ebene stehen die drei Verhältnisse zwischen Endlichkeit und Unendlichkeit, zwischen Möglichkeit (Freiheit) und Notwendigkeit sowie zwischen Zeitlichkeit und Ewigkeit.
Das Selbst zeigt sich darin, wie es sich bewusst zu diesen Verhältnissen verhält. Doch diese bewusste Synthese allein reicht nicht aus, um das Selbst zu bestimmen. Dieses ist nach Kierkegaard nicht frei wählbar, sondern es wurde gesetzt. Diese Tätigkeit schreibt er Gott zu. Ist man nun mit diesem Selbst unzufrieden, so gibt es verschiedene Verhaltensweisen, damit zu leben. Diese sind alle für den Betrachter in der Gesellschaft beobachtbar, führen jedoch alle zu demselben fundamentalen Problem, der Verzweiflung. Und die Verzweiflung ist nach Kierkegaard die Krankheit zum Tode.
Am Anfang wird der Begriff der Krankheit im Zusammenhang mit der Verzweiflung näher erläutert. So ist z. B. eine Grippe eine Krankheit des Körpers. Man zieht sie sich einmal zu und leidet dann eine gewisse Zeit unter ihr. Das Ende einer solchen Krankheit ist Heilung oder der Tod des Körpers. Ganz davon verschieden ist das Krankheitsbild der Verzweiflung. So ist man in jedem Moment, in dem man die Möglichkeit hat, sich seiner Unzufriedenheit mit seinem Selbst bewusst zu sein, automatisch verzweifelt. Man zieht sich die Krankheit also immer neu zu. Und da sie eben keine Krankheit des endlichen Körpers, sondern des unendlichen Geistes ist, so ist der Tod kein Ende der Krankheit. Es ist das ewige Hinsiechen eines Geistes, dessen unmöglicher Tod eine erstrebenswerte Rettung wäre. Geheilt werden kann solch eine Krankheit nur dadurch, dass ihre Möglichkeit absolut ausgelöscht wird, nachdem sie durchlebt wurde.
Kierkegaard betrachtet die Arten der Verzweiflung zum einen unter den Momenten der Synthese des Verhältnisses, das sich zu sich selbst verhält, zum anderen unter dem Grad an Bewusstsein, wie sehr sich das Selbst seiner und der Macht bewusst ist, die es setzte. Kierkegaard kategorisiert die Verzweiflung je nach Ausprägung in drei Stufen.
Mit dem Grad an Bewusstsein potenziert sich auch der Grad der Verzweiflung. Wenn auch jemand, der sich der Verzweiflung bewusst ist, ihrer Heilung wesentlich näher steht, so ist er doch viel verzweifelter als der, der sich dessen nicht bewusst ist.
Für Kierkegaard ist klar, dass Heilung möglich ist. Damit man jedoch geheilt werden kann, gibt es einige wesentliche Bedingungen. Zum einen muss man sich der Verzweiflung bewusst sein. Zum anderen muss man sich klarmachen, dass es etwas gibt, das das eigene Selbst gesetzt hat. Zur Heilung muss man sein eingebildetes (und dieses Wort trifft es gleich in doppelter Hinsicht) Selbst aufgeben, um das ursprünglich richtige Selbst zu gewinnen. Dazu muss man sich demütig unter Gott stellen mit allen Stärken und allen Schwächen des Selbst. Dass dies schwer ist, zeigt die Allgemeinheit der Verzweiflung. So ist es nicht schwer, Verzweifelte zu finden, allerdings äußerst schwer, solche zu finden, die ihre Verzweiflung überwunden haben und wieder zu ihrem früheren Selbst gefunden haben. Der einzige Weg aus der Verzweiflung führt laut Kierkegaard also zum Christentum.

### Zweiter Abschnitt
Im Zweiten Abschnitt des Werkes geht es um die Sünde. Diese ist für Kierkegaard eine Verzweiflung vor Gott. So ist nur für Christen eine Sünde möglich, denn nur für einen Christen ist es nach Kierkegaard möglich, die Offenbarung Christi zu kennen und trotzdem zu verzweifeln. Das Gegenteil der Sünde ist also der christliche Glaube. Kierkegaard erklärt die Sünde als eine gewollte Unwissenheit. Denn wenn wir etwas für richtig erkennen, heißt dies noch lange nicht, dass unser Wille dies akzeptieren will. Unserem Willen kann das Erkannte auch überhaupt nicht gefallen.

## Ausgabe
- Søren Kierkegaard: Die Krankheit zum Tode. Rowohlt, München 1969.